# Días de 36
Días de 36 (en griego: Μέρες του '36, Méres tou '36) es una película griega dirigida por Theo Angelopoulos estrenada en 1972 y galardonada internacionalmente.
Filmada durante el Régimen de los Coroneles, la película traza paralelos entre el régimen y la dictadura de Ioannis Metaxas, pero lo hace implícitamente, para escapar de la censura.

## Argumento
Un sindicalista es asesinado en una asamblea y un informante de la policía —exdrogadicto— es arrestado y acusado del crimen. Un miembro conservador del parlamento, con quien el informante tiene una relación homosexual, lo visita en la cárcel y el reo lo secuestra, generando un escándalo. Finalmente, el informante es abatido por un francotirador. Película política, Angelopoulos muestra un gobierno débil, corrupto e incompetente, que tiene que recurrir al asesinato para solucionar la crisis. La historia transcurre poco antes de la instauración del régimen dictatorial de Ioannis Metaxás, que dio comienzo al fascismo griego.

## Premios
En 1972:
- Mejor Director, Mejor Fotografía y Premio de la Crítica en el Festival de Cine de Tesalónica
- Premio FIPRESCI en el Festival de Berlín